# Línea 7 (Limusa)
La línea 7 de la red de autobuses urbanos de Lorca (Limusa) une el Óvalo con Tercia y Marchena.

## Características
Esta línea une el Óvalo, centro de la ciudad, con las pedanías de Tercia y Marchena realizando un recorrido circular. Como particularidad, la ruta realiza dos veces la parada del Huerto de La Rueda, antes y después de recorrer las mencionadas pedanías.
La línea mantiene los mismos horarios todo el año (exceptuando las vísperas de festivo y festivos de Navidad), circulando únicamente de lunes a viernes laborables. No presta servicio los fines de semana ni festivos.
Está operada por la empresa municipal Limusa, perteneciente al Ayuntamiento de Lorca.

## Horarios
| Todo el año                |
| Lunes a viernes laborables |
| 08:30                      |
| 11:15                      |

Paso por Tercia aproximadamente 20 minutos después de su salida de Óvalo. Duración del recorrido circular completo aproximadamente 35 minutos.

## Recorrido y paradas
| Código | Denominación                  | Líneas de la parada |
| ------ | ----------------------------- | ------------------- |
| 85     | Óvalo - Zurano                | 1 2 4 7 8 9 10      |
| 64     | La Isla                       | 3 7 9               |
| 41     | Cruce del Gato                | 3 7 9               |
| 108    | San Fernando                  | 3 7 9               |
| 59     | Huerto de La Rueda            | 4 7                 |
| 57     | Gasolinera Pajel              | 7                   |
| 89     | Peregilero                    | 7                   |
| 3      | Aceitunas Abril               | 7                   |
| 83     | Olmillos                      | 7                   |
| 7      | Agroter                       | 7                   |
| 88     | Perán Bordados                | 7                   |
| 126    | Villatercia                   | 7                   |
| 72     | Centro Social Tercia          | 7                   |
| 6      | Agrocazalla                   | 7                   |
| 102    | Rotonda Pintao                | 7                   |
| 21     | Camino Carrasco               | 7                   |
| 27     | Casa Carrasco                 | 7                   |
| 82     | Narciso Yepes                 | 7                   |
| 75     | Local Social Marchena         | 7                   |
| 54     | Estanco Serafín               | 7                   |
| 23     | Camino Navarros               | 7                   |
| 20     | Camino Canarios               | 7                   |
| 25     | Carril del Noble              | 7                   |
| 11     | Asociación de Mujeres Pulgara | 7                   |
| 125    | Vereda del Pino               | 7                   |
| 99     | Riegos de Lorca               | 7                   |
| 59     | Huerto de La Rueda            | 4 7                 |
| 17     | Complejo Deportivo Felipe VI  | 7                   |
| 32     | Centro Médico San Diego       | 7                   |
| 97     | Ramón Arcas                   | 2 7                 |
| 36     | Las Columnas                  | 2 7                 |
| 85     | Óvalo - Zurano                | 1 2 4 7 8 9 10      |